# Тунис
Вижте пояснителната страница за други значения на Тунис.
Тунис е държава в Северна Африка, населена предимно от араби. Има излаз на Средиземно море. Граничи с Алжир на запад и с Либия на юг и изток. Населението на Тунис е 11 708 370 души. Говорят предимно арабски език.

## История
Тунис е страна с древна история. Има съхранени паметници на атерийската (35 – 10 хил. г. пр.н.е.), иберо-мавританската (10 хил. г. пр.н.е.) и капсийската култури. В древността Тунис е населяван от либийски племена. От XII в. пр.н.е. финикийците основават тук свои колонии, сред които господстващо положение заема Картаген – център на голяма робовладелска държава.
Градът-държава Картаген се е намирал на мястото на днешен Тунис. Завладян е от Римската империя вследствие пуническите войни. През 534 г. Тунис минава под властта на Византия. През VІІ в. е включен в Арабския халифат, което свързва страната с центровете на ислямската цивилизация. След периоди на относително спокойствие и разрушителни нашествия, през XVI в. Тунис е завладян от испанците, а по-късно включен в Османската империя (1574 г.). Утвърдилата се през 1705 г. династия на бейовете Хюсеиниди създава независима държава. През 1881 г. Франция окупира Тунис и го превръща в своя колония. От края на XIX в. в Тунис се заражда националноосвободително движение и възникват първите национални организации. От ноември 1942 г. до май 1943 г. страната е окупирана от германски войски. След Втората световна война в Тунис се разгръща активно движение за независимост, като от 1951 г. започва и въоръжена борба с колонизаторите. През юни 1955 г., под натиска на засилилата се националноосвободителна борба Франция предоставя вътрешна независимост на Тунис. На 14 септември 1955 г. се сформира първото национално правителство, възобновява се легалната дейност на политическите партии и масовите организации. На 20 март 1956 г. е подписано ново споразумение, предоставящо на Тунис пълна независимост. През 1963 г. Франция напълно освобождава територията на страната с изтеглянето на войските си от военната база Бизерта. На 25 юли 1957 г. учредителното събрание провъзгласява Тунис за република. За президент е избран Хабиб Бургиба. Правителството поема курс за преодоляване на икономическата изостаналост и зависимостта от Франция. Основа на вътрешнополитическия курс е доктрината за „дестуровския социализъм“, включваща концепциите за национално единство, отсъствие на класова борба, хармония и сътрудничество между всички слоеве на обществото. На практика след 1969 г. се поема курс надясно.

## География
Тунис обхваща 163 610 km², което я прави най-малката държава в Магреб. На изток граничи с Либия, на запад с Алжир, на север и северозапад със Средиземно море. Релефът на Тунис е доста различен от обичайния релеф на региона. Страната има сравнително голяма брегова ивица (1298 km). 1/3 от площта на север е заета от най-източните разклонения на Атласките планини, съставени от платото Северен и Висок Тел и планинските вериги Северен и Сахарски Атлас. Между планините в региона се намират плодородни долини и равнини. Най-високият връх е Джебел Шамби (1544 m), а най-ниската точка е пресъхващото солено езеро Ел Гарса (17 m под морското равнище). Средната надморска височина е около 700 m. Пустинята Сахара, която се намира в южната част на страната, обхваща около 40% от територията на Тунис. Тесният Сицилиански пролив (183 km) отделя Тунис от Южна Европа. В непосредствена близост до брега се намират островите Джерба, Керкенна, Галит и др.

### Релеф
Повече от 2/3 от територията на страната е заета от ниски равнини (до 400 m над морското равнище). На северозапад се издигат източните разклонения на Атласките планини с височина 1000 – 1200 m. На изток от Атласките планини към крайбрежието се простират низини с невисоки хълмове и многобройни солени езера. Най-обширни и плодородни от тях са: Долен Тел на север и Сахел на юг. На югозапад и в централната част от страната сред хълмистите полупустинни равнини лежат безотточни засолени низини (шоти) – Шот ел-Джерид (около 5 хил. km²), Шот ел-Гарса (1,3 хил. km²) и др., разположени под морското равнище. Южната част на Тунис е заета от пясъчната пустиня Рмел-ел-Абиод (северната част на Сахарската пустиня). На север брегът е стръмен и скалист с множество малки заливи, на изток – нисък, с лагуни и заблатени низини.
Тунис притежава значителни природни ресурси. От тях най-голямо промишлено значение имат нефтът и фосфатите. Главните находища на нефт са: Астарт, Ел-Борма, Дулеб. Запасите от природен газ се оценяват на 186 млрд. m³, главни находища: Ел-Борма, Сиди-Бехара, Гафса, на континенталния шелф в залива Габес – Месхарт и Астарт. Проучените запаси от фосфати се оценяват на 1 млрд. т., основни находища – Сахеб, Кеф-Ешфер, Калаа-Джерда. Добиват се още оловна руда (запаси – 300 хил. т.), цинк (запаси – 550 хил. т.).
Флората на Тунис е значително увредена и обедняла под влияние на активната дейност на човека и свързаните с това ерозионни процеси. Само по северното крайбрежие все още се срещат области с пищна субтропична средиземноморска растителност. Гори има предимно в планинските райони: корков дъб, планински бор, туя и др. Големи площи са заети от маквиси. В равнините на централната част на Тунис и в Сахел преобладава тревно-храстова растителност от полупустинен тип – пелин, сухолюбиви растения, в т. ч. тревата алфа, която има голямо стопанско значение за хартиената промишленост.
Фауната на Тунис е сравнително бедна. В планините на Северен Тунис се срещат: пантера, муфлон, глиган. За полупустинните райони са характерни дребните хищници: чакал, ивичеста хиена, пустинната лисица фенек, гризачи, змии. Значителна вреда на селското стопанство причиняват прелетните скакалци. С най-голямо разнообразие се отличават водоплаващите птици. Срещат се не само прелетни – патици и гъски, но и лебед, бяла чапла, ибис и дори фламинго.
Най-голямата река е Меджерда, която се влива в Туниския залив.

### Климат
Климатът на Тунис е повлиян от Средиземно море на север и от пустинята Сахара на юг. Той се състои от седем биоклиматични зони. В северната част на страната е субтропичен средиземноморски, а в южната – пустинен. Характерно за средиземноморския климат е меката влажна зима и изключително сухото и горещо лято.
Годишният брой на валежите варира в целия регион, както следва:
- около 1000 mm на север
- около 380 mm в централната част
- около 300 mm на юг

Летният сезон се характеризира със сух климат и високи температури на юг, които варират в зависимост от местоположението, надморската височина и според близостта до морето. Средните температури за цялата страна варират от 12 °C през декември до 30 °C през юли. Страната се характеризира с голям брой слънчеви дни (около 3000 часа годишно). В Тунис са възможни големи температурни амплитуди, като в планинските райони през зимата живакът пада до 0 °C, стигайки до 50 °C през лятото в пустинните области.
В централната част Тунис е районът на солените езера – много от тях запълват дъната на депресии. Най-голямото езеро е Шот ал-Джарид. Южен Тунис заема част от пустинята Сахара, с изолирани селца в оазисите.
Климатът в северната част на страната е субтропичен средиземноморски, а в южната – пустинен. Характерно за средиземноморския климат е меката влажна зима и изключително сухото и горещо лято.
| температура | яну   | фев   | мар   | апр   | май   | юни   | юли   | авг   | сеп   | окт   | ное   | дек   |
| ----------- | ----- | ----- | ----- | ----- | ----- | ----- | ----- | ----- | ----- | ----- | ----- | ----- |
| минимална   | 8 °C  | 8 °C  | 9 °C  | 11 °C | 14 °C | 18 °C | 21 °C | 22 °C | 20 °C | 17 °C | 12 °C | 9 °C  |
| максимална  | 16 °C | 17 °C | 19 °C | 21 °C | 26 °C | 30 °C | 34 °C | 34 °C | 30 °C | 26 °C | 21 °C | 17 °C |

## Държавно устройство
Тунис е президентска република. Изпълнителната власт се осъществява от президента.

## Административно деление
Тунис е разделена на 24 области (вилаети):
| 1. Ариана 2. Бежа 3. Бен Арус 4. Бизерт 5. Габес 6. Гафса 7. Жендуба 8. Кайруан 9. Касерин 10. Кебили 11. Кеф 12. Махдия | 1. Мануба 2. Меденин 3. Монастир 4. Набил 5. Сфакс 6. Сиди Бузид 7. Силиана 8. Сус 9. Татауин 10. Тозьор 11. Тунис 12. Загуан |

Областите (вилаетите) са разделени на райони (мутамадии), които са подразделени на общини (шайхати). Общият брой на районите е 262.

## Население
Араби – основна етническа група, заселила Тунис при арабското нашествие в ранното средновековие.
Бербери – берберското население живее главно в планинските райони на Тунис. Може да се видят руси деца със светли очи и светлокестеняви хора с европейски черти, говорещи арабски. Произхождат от нашествието на вестготите в Северна Африка при падането на Римската империя.
Евреи – след голямото изселване на евреите през 1960-те години от президента Бургиба, все още има останали жители с еврейски произход, но те обикновено не обявяват произхода си. Населението е разпределено твърде неравномерно – от 75 до 100 д./km² в северната част на Тунис (долината на Меджерда и Северен Тел, или около 1/3 от територията) и по-малко от 20 д./km² в централните и южните райони. Около 50% живеят в градовете. Главен административен и стопански център е гр. Тунис. Други по-големи градове са: Сус, Сфакс, Бизерта, Керуан – свещен град на мохамеданите. През 1956 г. ислямът е обявен за държавна религия. Над 95 % от населението са мюсюлмани – сунити, останалите са католици, християни, протестанти, израелтяни. Официален език е арабският. Широко се използва френският. Образованието е добре развито. Здравната мрежа също е сравнително добре развита. По-голямата част от лечебно – медицинските учреждения са държавни. Медицинското обслужване е безплатно само за най-ниско платените тунизийци.

## Икономика
Стопанство на Тунис е разнообразно, като водещите отрасли са селското стопанство, занаятчийство, добивна промишленост и туризъм.
Производството на потребителски стоки в Тунис е съсредоточено около столицата. Добре развити са металургията (главно стомана), кожарството, хранително-вкусовата и химическата промишленост. Добиват се и фосфати, оловни и железни руди, цинк и нефт.
В сравнение със съседните страни, много по-голяма част от земите в Тунис могат да се обработват, като се напояват изкуствено. Най-плодородни са крайбрежните низини, със субтропичен климат, благоприятен за земеделие, но летните горещини и суши често причиняват сериозни проблеми. Основните земеделски култури са зърнени храни (пшеница, ечемик, сорго, овес, царевица), цитрусови плодове (лимони, портокали, мандарини и др.), маслини (на първо място по износ в Африка), зеленчуци, лозя, фурми. Развъждат се овце, кози, говеда, камили.

## Други
Дипломатически отношения между България и Тунис са установени на 30.08.1956 г. През 1957 г. е подписана първата търговска спогодба. През 1961 г. е сключено първото дългосрочно икономическо споразумение. През 1968 г. е създаден смесен българо-тунизийски комитет за икономическо и научно-техническо сътрудничество.
- Комуникации в Тунис
- Транспорт в Тунис
- Армия на Тунис
- Външна политика на Тунис